# Jordbrugsteknolog
Uddannelsen til jordbrugsteknolog er en kort, videregående akademiuddannelse. Uddannelsen er jordbrugsfaglig. Jordbrugsteknologer er kvalificerede til at varetage leder- og rådgiverjobs. 

## Uddannelsen
Uddannelsen er opdelt i studieretninger: Landskab & Anlæg, Miljø & Natur, Husdyr og Planter.
Uddannelsen til jordbrugsteknolog giver adgang til videreuddannelse på en række bacheloruddannelser, hvor man kan opnå merit for dele af disse.
Uddannelsen udbydes på Dalum Landbrugsskole, EA Sjælland, Selandia-CEU, Slagelse, og Erhvervsakademi Århus, Vejlby.

## Arbejdsområder
Arbejdsområdet afhænger af den valgte studieretning.
- Jordbrugsteknologer fra Landskab & Anlæg er kvalificerede til at arbejde inden for park og naturforvaltning, i anlægsgartnerfirmaer, der beskæftiger sig med etablering og drift af bymiljø og grønne områder – haver, parker og landskab. For eksempel som projektledere, planlæggere, fagkonsulenter, rådgivere, tilbudsberegnere eller afdelingsledere.

- Studieretningen Miljø & Natur kvalificerer til at varetage miljøforvaltning i både offentligt og privat regi, prøvetagning og registrering, miljøtilsyn, naturforvaltning, sagsbehandling. Typiske stillingsbetegnelser er: miljøkonsulent, projektkoordinator, miljømedarbejder eller teamleder.

- Husdyr: uddannelsen kvalificerer til arbejde som foderkonsulent, driftleder, kvægbrugskonsulent, svinerådgiver, økologikonsulent, forsøgstekniker eller selvstændig.

- Planter: uddannelsen kvalificerer til rådgivning og salg i landbrugssektoren, forskning, herunder forsøgs- og forædlingsarbejde, undervisning.

- Studieretningen Agroteknik, der kun gennemføres på Erhvervsakademi Aarhus har fokus på energi- og miljøteknologi, maskiner i markbruget samt landbrugets produktionsbygninger. Du kan få job som underviser, job med relation til salg og rådgivning i virksomheder med tilknytning til landbruget.